# Paraphaenodiscus indicus
Paraphaenodiscus indicus är en stekelart som beskrevs av Singh och Agarwal 1993. Paraphaenodiscus indicus ingår i släktet Paraphaenodiscus och familjen sköldlussteklar. Inga underarter finns listade i Catalogue of Life.